# Satu Mare
Satu Mare er administrativt center i Satu Mare distrikt i Transsylvanien, Rumænien. Satu Mare har 91.520(2021) indbyggere.